# Hasovići
Hasovići su naseljeno mjesto u općini Čajniču, Republika Srpska, BiH. Nalaze na sjevernoj obali Hasovića potoka. Zaborak je sjeverozapadno.
Godine 1985. pripojeni su naselju Zaborku (Sl. list SRBiH 24/85).

## Stanovništvo
| Narod     | Popis 1961. | Popis 1971. | Popis 1981. |
| --------- | ----------- | ----------- | ----------- |
| Hrvati    |             |             |             |
| Muslimani | 112         | 107         | 38          |
| Srbi      | 1           |             |             |
| ostali    | 4           |             |             |
| Ukupno    | 117         | 107         | 38          |